# آدام استورک
آدام استورک (انگلیسی: Adam Storke؛ زادهٔ ۱۸ اوت ۱۹۶۲) یک هنرپیشه اهل ایالات متحده آمریکا است.
از کارهای او می‌توان به بازی در مینی‌سریال شبح اپرا، میستیک پیتزا اشاره نمود.